# Kimstad
Kimstad är en tätort i Norrköpings kommun och kyrkbyn i Kimstads socken, belägen två mil sydväst om Norrköping. Kimstad ligger vid Motala ström mellan Norsholm vid Roxen i söder och Skärblacka vid Glan i norr. I öster nära E4:an ligger Löfstad slott.

## Historia
Kimstad var under första halvan av 1900-talet en verklig järnvägsknutpunkt, då Södra stambanan strålade samman med det som så småningom blev Norra Östergötlands Järnvägar, dels till Örebro via Finspång, dels till Ringstorp (och vidare söderut) och Norrköping Östra. Persontrafiken lades ner i början av 1970-talet men en ny station invigdes  15 augusti 2009.

## Befolkningsutveckling
| Befolkningsutvecklingen i Kimstad 1950–2020 | Befolkningsutvecklingen i Kimstad 1950–2020 | Befolkningsutvecklingen i Kimstad 1950–2020 | Befolkningsutvecklingen i Kimstad 1950–2020 | Befolkningsutvecklingen i Kimstad 1950–2020 |
| ------------------------------------------- | ------------------------------------------- | ------------------------------------------- | ------------------------------------------- | ------------------------------------------- |
|                                             |                                             |                                             |                                             |                                             |
| År                                          |                                             |                                             | Folkmängd                                   | Areal (ha)                                  |
| 1950                                        | 1950                                        |                                             | 756                                         |                                             |
| 1960                                        | 1960                                        |                                             | 630                                         |                                             |
| 1965                                        | 1965                                        |                                             | 925                                         |                                             |
| 1970                                        | 1970                                        |                                             | 1 189                                       |                                             |
| 1975                                        | 1975                                        |                                             | 1 712                                       |                                             |
| 1980                                        | 1980                                        |                                             | 1 662                                       |                                             |
| 1990                                        | 1990                                        |                                             | 1 474                                       | 143                                         |
| 1995                                        | 1995                                        |                                             | 1 534                                       | 144                                         |
| 2000                                        | 2000                                        |                                             | 1 472                                       | 144                                         |
| 2005                                        | 2005                                        |                                             | 1 492                                       | 144                                         |
| 2010                                        | 2010                                        |                                             | 1 510                                       | 144                                         |
| 2015                                        | 2015                                        |                                             | 1 469                                       | 170                                         |
| 2020                                        | 2020                                        |                                             | 1 642                                       | 166                                         |
|                                             |                                             |                                             |                                             |                                             |

## Näringsliv
Den stora lokala industrin är Lantmännen (tidigare Lactamin), som tillverkar djurfoder. Brinks gurkor har en anläggning för inläggning av gurkor i Kimstad. Arla Foods (tidigare Semper) torrmjölkstillverkning lades ner 2003, då verksamheten centraliserats till Vimmerby. Pendling sker till Norrköping, Skärblacka, Linköping och Finspång.